# Ischnarctia aganice
Ischnarctia aganice är en fjärilsart som beskrevs av Fawcett 1917. Ischnarctia aganice ingår i släktet Ischnarctia och familjen björnspinnare. Inga underarter finns listade i Catalogue of Life.